# Texas (Australia)
Texas es una ciudad y localidad rural del estado de Queensland. Se encuentra en la frontera entre Queensland y Nueva Gales del Sur. En el censo de 2016, la localidad de Texas tenía una población de 843 personas.

## Historia
Texas se asienta en la tierra de Bigambul, el pueblo indígena de la región que habitó la zona durante miles de años antes de la colonización en la década de 1840.
Texas, en su momento, se basó en su importancia para el pastoreo. Se asentó en 1842 y recibió el nombre de la mayor finca cercana de la zona, conocida como Texas Station.
El origen del nombre de la ciudad se considera generalmente una referencia a una disputa territorial. Las tierras de la zona fueron colonizadas por primera vez por los hermanos McDougall, que encontraron ocupantes ilegales al volver de los campos de oro. Una vez reconocido su derecho legal a la tierra, bautizaron su propiedad en honor a la más famosa disputa entre Estados Unidos y México por el territorio de Texas (EE UU).
Hasta aproximadamente 1986, el cultivo de tabaco era una industria importante en la zona y muchas familias italianas se asentaron en la zona para dirigir y trabajar las explotaciones de tabaco. La industria del tabaco empezó a ser importante a finales del siglo XIX. En la década de 1870, se empezó a emplear a trabajadores chinos en la Texas Station para cultivar la cosecha para uso local.

## Clima
| Parámetros climáticos promedio de Texas, QLD | Parámetros climáticos promedio de Texas, QLD | Parámetros climáticos promedio de Texas, QLD | Parámetros climáticos promedio de Texas, QLD | Parámetros climáticos promedio de Texas, QLD | Parámetros climáticos promedio de Texas, QLD | Parámetros climáticos promedio de Texas, QLD | Parámetros climáticos promedio de Texas, QLD | Parámetros climáticos promedio de Texas, QLD | Parámetros climáticos promedio de Texas, QLD | Parámetros climáticos promedio de Texas, QLD | Parámetros climáticos promedio de Texas, QLD | Parámetros climáticos promedio de Texas, QLD | Parámetros climáticos promedio de Texas, QLD |
| Mes                                          | Ene.                                         | Feb.                                         | Mar.                                         | Abr.                                         | May.                                         | Jun.                                         | Jul.                                         | Ago.                                         | Sep.                                         | Oct.                                         | Nov.                                         | Dic.                                         | Anual                                        |
| -------------------------------------------- | -------------------------------------------- | -------------------------------------------- | -------------------------------------------- | -------------------------------------------- | -------------------------------------------- | -------------------------------------------- | -------------------------------------------- | -------------------------------------------- | -------------------------------------------- | -------------------------------------------- | -------------------------------------------- | -------------------------------------------- | -------------------------------------------- |
| Temp. máx. abs. (°C)                         | 44.6                                         | 43.0                                         | 40.1                                         | 36.1                                         | 31.8                                         | 27.8                                         | 26.6                                         | 35.0                                         | 36.7                                         | 39.8                                         | 43.2                                         | 43.0                                         | 44.6                                         |
| Temp. máx. media (°C)                        | 33.7                                         | 32.5                                         | 31.1                                         | 27.4                                         | 23.0                                         | 19.4                                         | 18.8                                         | 20.9                                         | 24.5                                         | 28.0                                         | 30.4                                         | 32.7                                         | 26.9                                         |
| Temp. mín. media (°C)                        | 18.6                                         | 18.3                                         | 15.9                                         | 11.7                                         | 8.0                                          | 4.6                                          | 3.7                                          | 4.5                                          | 7.8                                          | 11.7                                         | 15.0                                         | 17.2                                         | 11.4                                         |
| Temp. mín. abs. (°C)                         | 10.2                                         | 8.8                                          | 4.9                                          | -0.4                                         | -2.9                                         | -7.6                                         | -6.6                                         | -5.2                                         | -2.6                                         | -2.1                                         | 2.8                                          | 6.2                                          | -7.6                                         |
| Lluvias (mm)                                 | 88.8                                         | 76.0                                         | 56.1                                         | 34.6                                         | 39.5                                         | 41.0                                         | 41.8                                         | 33.6                                         | 39.8                                         | 60.6                                         | 68.1                                         | 80.9                                         | 660.8                                        |
| Días de lluvias (≥ 0.2mm)                    | 7.3                                          | 6.3                                          | 5.4                                          | 3.7                                          | 4.4                                          | 5.7                                          | 6.0                                          | 5.3                                          | 5.1                                          | 6.6                                          | 7.1                                          | 7.8                                          | 70.7                                         |
| Fuente: Bureau de Meteorología               |                                              |                                              |                                              |                                              |                                              |                                              |                                              |                                              |                                              |                                              |                                              |                                              |                                              |

## Atracciones
El Centro del Patrimonio de Texas y Museo del Tabaco está en el número 50 de la calle Fleming ( 28°51′23″S 151°10′22″E / -28.8564, 151.1727).